# واترلو، شهرستان فایت، ایندیانا
واترلو (به انگلیسی: Waterloo) یک منطقهٔ مسکونی در ایالات متحده آمریکا است که در شهرستان فایت، ایندیانا واقع شده‌است. واترلو ۲۶۴٫۸۷ متر بالاتر از سطح دریا واقع شده‌است.